# رگ‌یاب فروسرخ نزدیک
دستگاه رگ‌یاب فروسرخ نزدیک دستگاهی است که برای افزایش توانایی ارائه‌دهندگان مراقبت‌های بهداشتی برای دیدن رگ‌ها استفاده می‌شود. آنها از بازتاب نور مادون قرمز نزدیک برای ایجاد نقشه سیاهرگ‌ها (وریدها) استفاده می‌کنند. سپس تصاویر دریافتی یا بر روی صفحه نمایش داده می‌شوند یا بر روی پوست بیمار نشان داده می‌شوند.